# Grundstückseinfahrt
Eine Grundstückseinfahrt bezeichnet die Verbindung eines Grundstücks zum öffentlichen Straßennetz.

## Bedeutung im Straßenverkehrsrecht
Nach § 12 StVO ist das Parken vor Grundstücksein- und -ausfahrten verboten, auf schmalen Fahrbahnen auch ihnen gegenüber. Dies gilt nur für Dritte, nicht jedoch für den Eigentümer selbst und auch nicht für Personen, denen der Grundstückseigentümer das Parken vor der Grundstückseinfahrt ausdrücklich gestattet hat und der Bordstein nicht abgesenkt ist.
Dies gilt auch dann, wenn ansonsten Verkehrsschilder das Parken in dieser Straße untersagen (z. B. Parken nur in gekennzeichneten Flächen, Anwohnerparkzone).
Wann eine Straße schmal im Sinne des Gesetzes ist (mit der Folge, dass auch gegenüber der Grundstückseinfahrt nicht geparkt werden darf), muss im Einzelfall entschieden werden. Die häufig zitierte Behauptung, dem Grundstückseigentümer sei ein dreimaliges Rangieren zumutbar, ist in der Pauschalität nicht zutreffend.
Wer aus einem Grundstück ausfährt, ist nach § 10 StVO wartepflichtig.